# Pascendi Dominici gregis
Pascendi Dominici Gregis je papeška okrožnica (enciklika), ki jo je napisal papež Pij X. leta 1907.
V okrožnici je papež obsodil katoliški modernizem in vse druge evolucijske teorije znotraj Rimskokatoliške Cerkve; hkrati je naložil, da se izločijo vsi teologi, ki zagovarjajo te smeri.